# Angie Dickinson
Angeline "Angie" Dickinson (* 30. září 1931 Kulm, Severní Dakota) je americká herečka. Její průlomové role byly v Gun Man Down (1956) s Jamesem Arnesem a westernový film Rio Bravo (1959), za který získala cenu Zlatý glóbus pro novou hvězdu roku. V šedesátileté kariéře se objevila ve více než 50 filmech.

## Životopis
Narodila se v římskokatolické rodině německého původu jako druhá ze tří dcer Leo Henry Browna, vydavatele místních novin Kulm Messenger a matky Fredericki (rozené Hehr). Má dvě sestry - starší Mary Lou Belmont a mladší Janet Lee. V roce 1942 se její rodina přestěhovala do Burbanku, kde v roce 1947 absolvovala gymnázium na Bellamarine Jefferson High School. Poté studovala na Glendale College v Glendale a v roce 1954 studovala obchodní školu na Immaculate Heart College v Los Angeles. V letech 1950-52 pracovala jako sekretářka v továrně vyrábějící díly pro letiště Burbank. V roce 1953 obsadila druhé místo v soutěži krásy o titul Miss America, a to určilo její další kariéru, kterou započala v televizi, objevila se v mnoha antologických sériálech v 50. letech.

## Soukromý život
Byla dvakrát vdaná, s bývalým fotbalistou Gene Dickinsonem (od 2. června 1952 do roku 1960) a hudebníkem, klavíristou a skladatelem Burtem Bacharachem (od 15. 05. 1965 do roku 1981), s kterým měla dceru, Lea Nikki Bacharachovou (1966-2007, kdy spáchala sebevraždu). Také se stýkala s významnými osobnostmi jakými byli například Frank Sinatra, Dean Martin, provozovatel talk show Larry King, režisér Richard Brooks, komik George Jessel, režisér Vincente Minnelli, americký prezident John Fitzgerald Kennedy, Arthur M. Loew Jr., herec Anthony George, filmový producent Charles Feldman, novinář Harry Reasoner, televizní producent Johnny Grant, zpěvák Eddie Fisher, David Janssen, William Shatner, televizní moderátor Johnny Carson, zpěvák Julio Iglesias či zpěvák Billy Vera.

## Ceny a nominace
V letech 1975, 1976 a 1977 byla nominována na cenu cenu Emmy. V letech 1960 a 1975 získala cenu Zlatý glóbus. Na tuto cenu byla i nominována a to v letech 1976, 1977 a 1978. Dalším úspěchem byl zisk ceny Saturn v roce 1980 a v roce 1987 získala hvězdu na Hollywood Walk of Fame za svůj příspěvek televizi.

## Filmografie
- 2009 Výhled odsud (TV film)

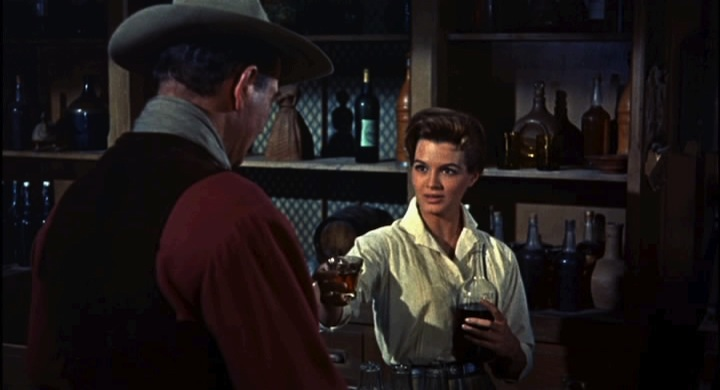
Angie Dickinson ve filmu Rio Bravo

- 2006 Tomorrow Show: John, Paul, Tom & Ringo, The
- 2001 Dannyho parťáci
- 2000 Pošli to dál
- 1999 Jak přichází láska (TV film)
- 1997 Kmotrův psychiatr (TV film)
- 1997 Rodinná tajemství (TV film)
- 1996 Střípky vzpomínek (TV film)
- 1995 Psychopat
- 1995 Sabrina
- 1993 I na kovbojky občas padne smutek
- 1992 Nebezpečná plavba (TV film)
- 1991 Kojak: Osudná chyba (TV film)
- 1989 Oheň a déšť (TV film)
- 1989 Terč útoku (TV film)
- 1988 Vlak do Texasu (TV film)
- 1982 Jeden střevíc znamená vraždu (TV film)
- 1981 Charlie Chan a kletba Dračí královny
- 1981 Na život a na smrt
- 1980 Oblečen na zabíjení
- 1979 Zlatá horečka na Klondiku
- 1978 Rozhněvaný muž
- 1971 Hezké holky, jedna jako druhá
- 1969 Mladý Billy Young
- 1967 Bez okolků
- 1966 Máky jsou také květy
- 1966 Velký žal
- 1966 Štvanice
- 1964 The Killers
- 1963 Captain Newman, M.D.
- 1962 Jessica
- 1962 Římské dobrodružství
- 1959 Rio Bravo
- 1957 Letící šíp
- 1957 Čínská brána
- 1955 Muž se zbraní